# 11 Pułk Haubic Polowych (austro-węgierski)

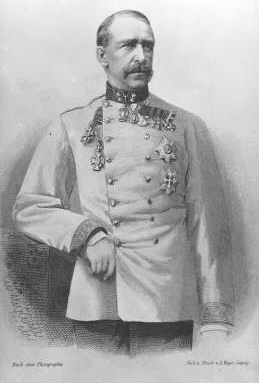
FZM Arthur von Bylandt-Rheidt

Pułk Haubic Polowych Nr 11 (FHR. 11) – pułk artylerii polowej cesarskiej i królewskiej Armii.

## Historia pułku
W 1854 roku został sformowany 9 Pułk Artylerii Polowej. Sztab pułku stacjonował w Wiedniu. W 1869 roku pułk otrzymał nazwę wyróżniającą „Śląski” (niem. 9. Schlesisches Feld-Artillerie-Regiment).
W 1871 roku sztab pułku został przeniesiony z Wiednia do Lwowa.
W 1873 roku oddział otrzymał nową nazwę wyróżniającą „Galicyjski” (niem. 9. Galizisches Feld-Artillerie-Regiment).
1 maja 1885 roku oddział został przeformowany w 11. Galicyjski Pułk Artylerii Korpuśnej (niem. 11. Galizisches Corps-Artillerie-Regiment).
W 1889 roku sztab pułku razem z 1. i 2. Dywizjonem oraz 11. Dywizjonem Artylerii Konnej i Depot Kadry Zapasowej stacjonował we Lwowie, natomiast 42. Dywizjon w Stanisławowie.
W 1890 roku oddział został przemianowany na 11. Galicyjsko-bukowiński Pułk Artylerii Korpuśnej (niem. 11. Galizisch-bukowina’sches Corps-Artillerie-Regiment).
W 1891 roku ze składu pułku wyłączono 42. Dywizjon w Stanisławowie i podporządkowano bezpośrednio komendantowi 11 Brygady Artylerii.
W 1891 roku pułk otrzymał „na wieczne czasy” imię generała majora Josepha von Smola (1764–1820).
Swoje święto pułk obchodził 22 maja w rocznicę bitwy pod Aspern stoczonej w 1809 roku.
6 kwietnia 1908 jednostkę przemianowano na 11 Pułk Haubic Polowych (niem. 11. Feldhaubitzregiment).
W 1914 roku komenda pułku i kadra zapasowa oraz 1. i 2. dywizjony stacjonowały we Lwowie, w koszarach przy ul. Gródeckiej 6.
Każda z czterech baterii była uzbrojona w sześć przestarzałych haubic M99, które od 1914 roku wymieniano na nowoczesne 10 cm Feldhaubitze M.14.
Pułk wchodził w skład 11 Dywizji Piechoty, a pod względem wyszkolenia był podporządkowany komendantowi 11 Brygady Artylerii Polowej.

## Szefowie pułku
Kolejnymi Szefami pułku byli:
- GM Johann von Pittinger (1854 – †12 VI 1864),
- FML August von Schmidt (1864 – †18 IV 1868),
- GM Johann von Herle (1868 – †3 XI 1869),
- FZM Arthur Maximilian Adrian von Bylandt-Rheidt (1870 – †21 II 1891)[11].

## Żołnierze pułku
Komendanci pułku
- płk Franz Karl Anton von Wilsdorf (1854[1] – 1856 → krajowy dyrektor artylerii dla Dalmacji i Zadaru)
- płk Moritz Werner (1856 – 1857 → komendant 3. Pułku Artylerii Polowej)
- płk Ignaz von Sternegg (1857 – 1858 → krajowy dyrektor artylerii w Weronie)
- ppłk Wilhelm Schlag von Scharhelm (1858 – 1865 → krajowy dyrektor artylerii w Pradze)
- płk Michael Angerer (1866 – 1867 → stan spoczynku)
- płk Karl Tiller von Turnfort (1867 – 1870 → brygadier w 11 Dywizji)
- płk Johann Hussarek von Heinlein (1870 – 1875 → szef artylerii w Komendzie Wojskowej w Sybinie)
- płk Anton Kindermann (1875 – 1881 → komendant 69 Brygady Piechoty)
- płk Friedrich von Gehren (1881 – 1884)
- ppłk / płk Wenzel von Broschek von Boroglav (1884 – 1887 → komendant 1 Brygady Artylerii)
- płk Leopold Du Fresne (1887 – 1889 → komendant 9 Brygady Artylerii[13])
- ppłk / płk Heinrich Heger (1889[8] – 1892 → stan spoczynku)
- płk Ferdinand Siedler (1892 – )
- płk Karol Durski-Trzaska (1904 – 1907)
- ppłk Alois Vollgruber (1914[14])

Oficerowie
- kpt. Antoni Loster
- kpt. rez. Włodzimierz Strzelecki
- por. rez. Karol Schrötter
- ppor. rez. Kazimierz Białkowski
- ppor. rez. Emil Dobrzański
- ppor. rez. Tadeusz Kadyi de Kadyihàza
- kadet-zastępca oficera Karol Czichowski
- lek. pułk. Zenon Wachlowski